# Linqing

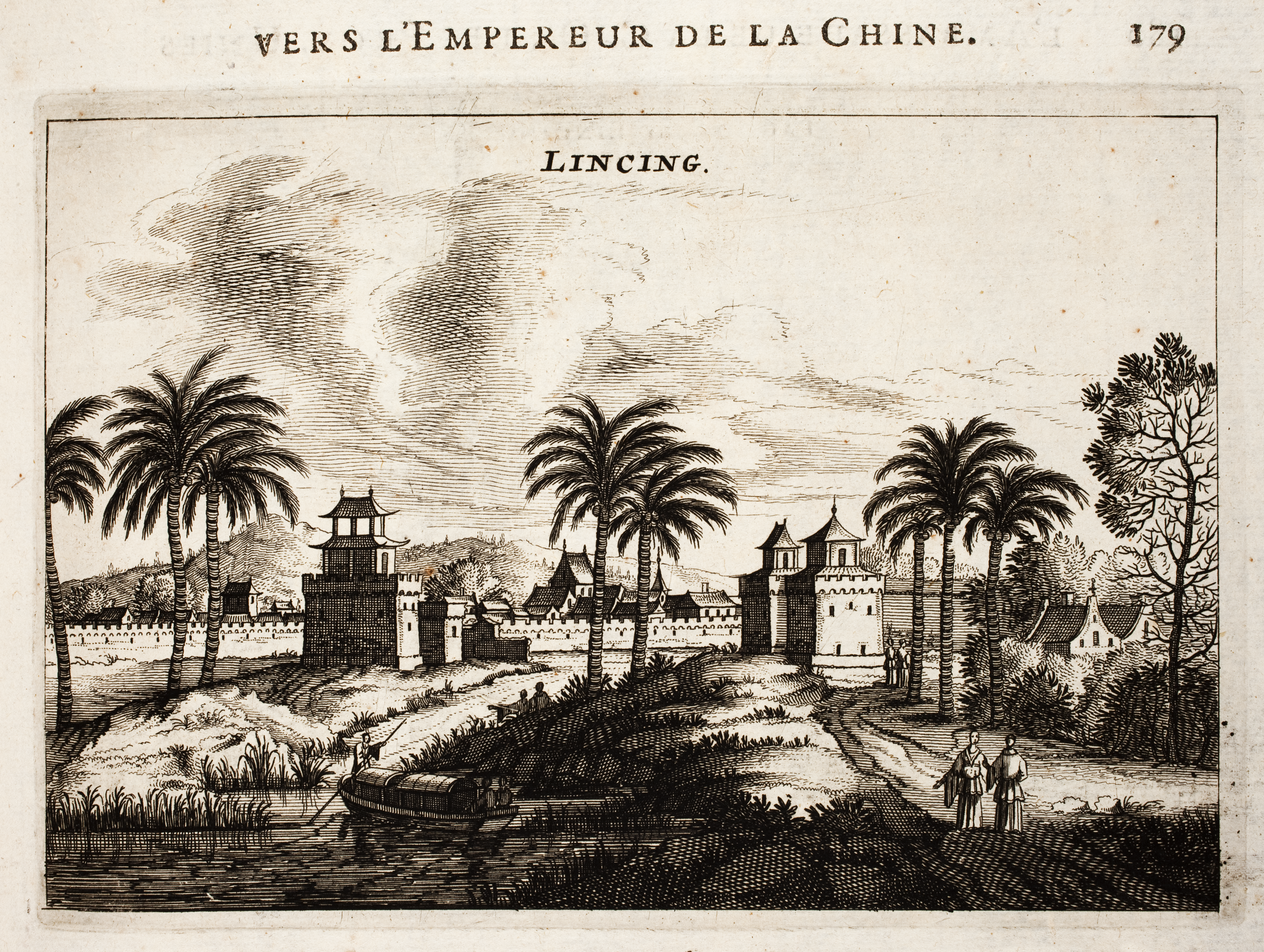
"Licença". Nieuhof: L'ambassade de la Compagnie Orientale des Provinces Unies vers l'Empereur de la Chine, 1665

Linqing é uma cidade em nível de condado sob a administração da cidade de Liaocheng, no oeste da província de Shandong (Xantum), na China.

## Divisões administrativas
Em 2012, a cidade estava dividida em 4 subdistritos, 8 cidades e 3 municípios.
Subdistritos
| - Subdistrito de Qingnianlu (青年路街道) - Subdistrito de Xinhualu (新华路街道) | - Subdistrito de Xianfeng (先锋路街道) - Subdistrito de Daxinzhuang (大辛庄街道) |

Cidades
| - Songlin, Shandong (松林镇) - Laozhaozhuang (老赵庄镇) - Weiwan (魏湾镇) - Liugaizi (刘垓子镇) | - Bachalu (八岔路镇) - Panzhuang, Shandong (潘庄镇) - Yandian (烟店镇) - Tangyuan (唐园镇) |

Municípios
- Município de Jinhaozhuang (金郝庄乡)
- Município de Daiwan (戴湾乡)
- Shangdian Township (尚店乡)

## População

### Demografia
A cidade propriamente dita tinha cerca de 143,000 habitantes em janeiro de 2000, enquanto Linqing como um todo tinha 709,328 habitantes em 1999. 

## História eclesiástica
Uma vez visitada pelo missionário e sinólogo Matteo Ricci, Linqing foi a sede de uma Missão Católica Latina sui juris de Linqing desde que foi separada do Vicariato Apostólico de Tsinanfu em 24 de junho de 1927.
Permanece isento, isto é, diretamente dependente da Santa Sé e de sua Congregação Romana missionária para a Evangelização dos Povos. A sede está vaga, sem administrador apostólico, desde a morte do terceiro titular em 1981.